# عقرب (مارول کامیکس)

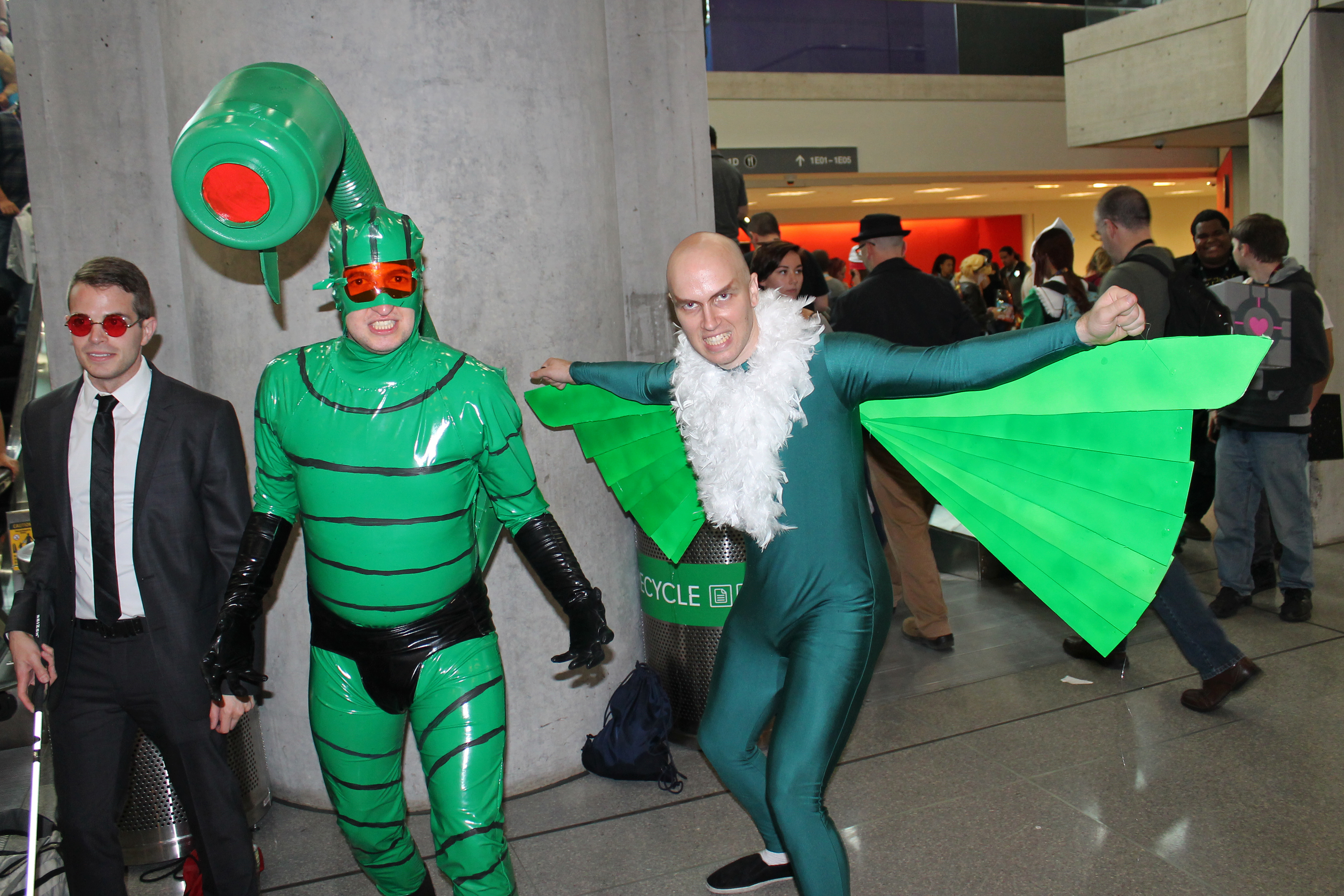
کاسپلی در کامیک کان نیویورک 2016

عقرب نام شخصیت‌های مختلفی در کمیک‌های مارول است که تقریباً همه آنها ابرشرورها هستند. بهترین تجسم شناخته شده مک گارگان است که دشمن ابرقهرمان مرد عنکبوتی است. مک‌دونالد «مک» گارگان یکی از شخصیت‌های شرور معروف دنیای مارول است که بیشتر با نام اسکورپیون (عقرب) شناخته می‌شود و دشمن قدیمی مرد عنکبوتی به‌شمار می‌رود. او نخستین‌بار در سال 1964 در کمیک The Amazing Spider-Man #19 معرفی شد و توسط «استن لی» و «استیو دیتکو» خلق شد.
گارگان در ابتدا یک کارآگاه خصوصی بود که توسط «جی. جونا جیمسون» استخدام شد تا کشف کند چگونه پیتر پارکر تصاویر انحصاری از اسپایدرمن تهیه می‌کند. اما در اقدامی خطرناک، جیمسون او را به سوژه آزمایشی تبدیل کرد و با یک روش علمی ناپایدار، به او زرهی با تم عقرب و غرایز تهاجمی جانورانه داد. این جهش ذهنی باعث جنون گارگان شد و او را به زندگی جنایتکارانه کشاند.
او بعدها با کنار گذاشتن زره، میزبان سوم سیمبیوت «ونوم» شد و در تیم دارک اونجرز به‌عنوان نسخه‌ای جعلی از اسپایدرمن فعالیت کرد. در نهایت، به نام اسکورپیون بازگشت چون این هویت برای زنده‌ماندنش حیاتی بود.
شخصیت او در محصولات گوناگون مارول ظاهر شده؛ از فیلم و سریال گرفته تا بازی ویدیویی. در دنیای سینمایی مارول، «مایکل ماندو» نقش او را در فیلم‌های Spider-Man: Homecoming (2017) و Brand New Day (2026) بازی کرده است.

## بیوگرافی شخصیت
مک گارگان در ابتدا یک کارآگاه خصوصی بود که به‌دستور جی. جونا جیمسون مأمور شد تا راز پیتر پارکر را کشف کند؛ اما به‌دلیل شکست در این مأموریت، جیمسون تصمیم گرفت او را به سوژه‌ی آزمایشی خطرناکی تبدیل کند. در این آزمایش، با ترکیب ژنتیکی انسان و عقرب، گارگان به موجودی فوق‌العاده قدرتمند با دمی مکانیکی و غریزه‌ای حیوانی تبدیل شد؛ اما این قدرت تازه، ذهنش را مختل کرد. او دیوانه شد، به جیمسون پشت کرد و در نهایت به دشمن اصلی مرد عنکبوتی بدل شد.
با گذر زمان، اسکورپیون نه‌تنها به یکی از شرورترین دشمنان اسپایدرمن تبدیل شد، بلکه برای گرفتن انتقام از جیمسون بارها دست به گروگان‌گیری، باج‌خواهی و جنایت‌های بزرگ زد. حتی در زمان‌هایی که به زندان افتاد، دوباره با کمک دشمنان دیگر آزاد شد و بارها سعی کرد جایگاه خود را در دنیای زیرزمینی جنایت تقویت کند.
در نقطه‌ای از زندگی‌اش، گارگان به‌دستور نورمن آزبورن، هویت واقعی پیتر پارکر را فهمید و مأمور شد تا در صورت بازداشت آزبورن، عمه‌ی پیتر را بدزدد. این مأموریت باعث درگیری مستقیم دوباره با اسپایدرمن شد. در همین مقطع، سیمبیوت ونوم که از ادی براک جدا شده بود، به‌دنبال میزبان جدید گشت و مک گارگان را انتخاب کرد. این همزیستی، قدرت‌های او را چند برابر کرد و به او اجازه داد تا به گروه شرور «دوازده گناهکار» بپیوندد.
او پس از آن در گروه «تاندربولتس» که توسط دولت و تحت کنترل نورمن آزبورن اداره می‌شد، فعالیت کرد. مردم، گارگانِ ونوم را به اشتباه قهرمان می‌دانستند و حتی اسباب‌بازی‌اش هم تولید شد. با این حال، درون او همچنان همان موجود خشن و کنترل‌ناپذیر باقی مانده بود. بسیاری از هم‌تیمی‌هایش را تهدید کرد، برخی را زخمی کرد و حتی دست به آدم‌خواری زد.
وقتی آزبورن گروه «دارک اونجرز» را ساخت، ونوم را به‌عنوان نسخه‌ی جعلی اسپایدرمن وارد تیم کرد. در طول مأموریت‌ها، گارگان بارها کنترل خود را از دست داد، هیولایی عظیم شد و حتی درگیر نبردهایی شدید با اعضای گروه خودش شد. در نهایت، دولت او را دستگیر کرد و پس از جدایی اجباری از سیمبیوت، دوباره به شکل قبلی خود، یعنی اسکورپیون بازگشت.
پس از آزادی، با تجهیزات پیشرفته‌ی جدید و نقشه‌ای برای انتقام از جیمسون، دوباره وارد میدان شد. او در خط داستانی‌هایی مثل Ends of the Earth، Hunted، Sinister War و Gang War نیز حضور داشت. در این روایت‌ها، گاهی به‌عنوان مزدور، گاهی در نقش یک شرور کنترل‌شده، و گاهی حتی به‌عنوان تهدیدی غیرقابل‌کنترل ظاهر شد. هرچند بارها شکست خورد، اما هرگز دست از دشمنی با اسپایدرمن و جیمسون برنداشت.

## تاریخچه انتشارات
نسخه هیولایی عقرب اولین بار در سفر به رمز و راز (ژوئیه ۱۹۶۲) ظاهر شد.
نسخه سام عقرب برای اولین بار در کلت بچه، غیرقانونی # ۱۱۵ (مارس ۱۹۶۴) ظاهر شد و یک شرور غرب وحشی بود که با کودک کلت جنگید.
نسخه مک گارگان توسط استن لی و استیو دیتکو ساخته شده‌است. گارگان اولین بار در مرد عنکبوتی شگفت‌انگیز شماره ۱۹ (دسامبر ۱۹۶۴) ظاهر شد و اولین بار به عنوان عقرب در مرد عنکبوتی شگفت‌انگیز شماره ۲۰ (ژانویه ۱۹۶۵) ظاهر شد. سالها بعد، او به سومین تجسم Venom در Marvel Knights: Spider-Man # 10 (مارس ۲۰۰۵) تبدیل شد و در بازی Avengers Dark # 1 (مارس ۲۰۰۹) به عنوان شخصیت عنکبوتی تقلید کرد. مک گارگان در اولین سریال محدود چهار شماره ای شخصیت، Dark Reign: Sinister Spider-Man ظاهر شد. این کمیک در ژوئن ۲۰۰۹ منتشر شد و توسط برایان رید و با هنرنمایی کریس باچالو نوشته شد. نویسنده دن اسلات اظهار داشت که مک گارگان به عنوان عقرب اصلی در قوس آینده مرد عنکبوتی شگفت‌انگیز بازگردد.
نسخه جیم ایوانز از عقرب اولین بار در Rawhide Kid # 57 (آوریل ۱۹۶۷) ظاهر شد و یک شرور West Wild بود که با Rawhide Kid جنگید.
نسخه Elaine Coll این شخصیت برای اولین بار در مرد عنکبوتی (فوریه ۱۹۹۵) ظاهر شد و توسط گریگوری ایتزین و داریک رابرتسون ساخته شد.
کارمیلا بلک اولین بار در فانتزی شگفت‌انگیز (جلد ۲) # ۷ (ژوئن ۲۰۰۵) ظاهر شد.